# Russian Research Module
Il Russian Research Module (RM) era un modulo russo sviluppato per la Stazione spaziale internazionale. Il modulo sarebbe dovuto servire per svolgere operazioni di ricerca nello spazio e doveva essere simile all'analogo modulo statunitense. La stazione spaziale avrà un solo Research Module.
Un Research Module e un Universal Docking Module sono stati cancellati.
Un Research Module dovrebbe essere terminato e lanciato nel 2010 o dopo. L'Universal Docking Module è stato rimpiazzato dal Multipurpose Laboratory Module (basato sul FGB-2 Zarja), che dovrebbe essere lanciato nel 2009.
Il modulo RM attualmente è segnalato come in fase di studio secondo il manifesto dell'ISS  e potrebbe essere annullato.
L'attuale progetto prevede l'utilizzo del modulo di riserva FGB-2 costruito in Russia come riserva dello Zarja control block. Le maggiori differenze saranno nel settore di ricerca nelle porte di aggancio e nel sistema termico.